# To New Beginnings!
To New Beginnings! is de eerste aflevering van het tweede seizoen van de televisieserie 90210, die voor het eerst werd uitgezonden op 8 september 2009. In de Verenigde Staten werd de aflevering bij de première bekeken door 2.600.000 mensen, wat als teleurstellend werd ontvangen.

## Plot
De zomerschool is voorbij en de scholieren kunnen met een frisse start beginnen aan het nieuwe schooljaar. De ooit zo energie en enthousiaste Annie is veranderd in een emotioneel wrak, en ze vreest dat de persoon die ze heeft aangereden is overleden. Ze probeert Dixon op de hoogte te stellen van wat er is gebeurd, maar voordat ze hem de waarheid kan zeggen, krijgen ze ruzie over dat Annie al dan niet het bed heeft gedeeld met Liam. Ondertussen bereidt Navid zich voor op de eerste keer met Adrianna, maar tot zijn teleurstelling wil zij, ondanks haar beruchte verleden, wachten.
Sinds de zomer is er veel veranderd in Beverly Hills. Naomi probeert haar pijnlijke breuk met Liam te verwerken door snel een andere man te vinden. Ze begint een relatie met Jason Epstein, een man die twee keer zo oud is als zij, maar komt er tot haar walging achter dat hij getrouwd is en twee kinderen heeft. Ze zet onmiddellijk een punt achter de affaire en zet vervolgens haar zinnen op tennisspeler Teddy Montgomery, totdat blijkt dat Teddy de eerste grote liefde van Adrianna is, geheel tot Navids jaloezie.
Teddy komt intussen tot de ontdekking dat Silver nog telefonisch contact heeft met Ethan, die heeft besloten niet terug te keren naar Beverly Hills om bij zijn vader te wonen. Als Dixon hiervan op de hoogte wordt gesteld, verbreekt hij onmiddellijk zijn relatie met haar op een feest. Op datzelfde feest wordt Annie dronken en laat zich verleiden door Mark Driscoll, met wie ze het bed deelt. Naomi komt in het bezit van een naaktfoto die Mark van Annie heeft gemaakt en zint op wraak.
Aan het einde blijkt dat Teddy vlak achter Annie reed toen zij iemand aanreed.

## Rolverdeling

### Hoofdrollen
- Rob Estes - Harry Wilson
- Shenae Grimes - Annie Wilson
- Tristan Wilds - Dixon Wilson
- AnnaLynne McCord - Naomi Clark
- Jessica Stroup - Erin Silver
- Michael Steger - Navid Shirazi
- Jessica Lowndes - Adrianna Tate-Duncan
- Matt Lanter - Liam Court
- Lori Loughlin - Debbie Wilson

### Gastrollen
- Elisabeth Röhm - Bitsy Epstein
- Steven Brand - Jason Epstein
- Trevor Donovan - Teddy Montgomery
- Blake Hood - Mark Driscoll
- Matthew Florida - Julian